# Янко, Сайди
Сайди Янко (нем. Saidy Janko; 22 октября 1995, Цюрих, Швейцария) — гамбийский футболист, правый защитник клуба «Янг Бойз» и сборной Гамбии.

## Клубная карьера
Родился в Швейцарии. Отец футболиста — гамбиец, а мать — итальянка. Начав обучение в родном «Цюрихе», Сайди Янко летом 2013 года присоединился к академии «Манчестер Юнайтед». 26 августа 2014 года он дебютировал в составе первой команды в матче Кубка лиги против «Милтон-Кинс Донс».
2 февраля 2015 Янко отправился в аренду в «Болтон Уондерерс» до конца сезона. В составе этой команды он сыграл десять игр чемпионата и забил один гол.
1 июля 2015 года швейцарский защитник подписал четырёхлетний контракт с «Селтиком». Через месяц он впервые сыграл за новую команду. 25 августа 2015 года Янко дебютировал в Лиге чемпионов.
31 августа 2016 года на сезон Янко отправился в аренду в «Барнсли».
7 июля 2017 года футболист присоединился к французскому «Сент-Этьену», подписав контракт на четыре года.

## Карьера в сборной
Янко последовательно выступал за юношеские и молодёжную сборные Швейцарии, однако он не был за игран за главную сборную страны. В октябре 2021 года Янко решил выступать за Гамбию. Вскоре он дебютировал за нее в товарищеском матче против сборной Сьерра-Леоне (2:0).